# 달랏 성니콜라스 성당
달랏 성니콜라스 성당(베트남어: Nhà thờ chính tòa Đà Lạt, 프랑스어: Cathédrale Saint-Nicolas, 영어: St. Nicholas Cathedral, Da Lat)은 또한 성니콜라스 바리 성당(베트남어: Nhà Thờ Chình Toà Thánh Nicola Bari)으로도 불린다. 달랏 성니콜라스 성당은 호찌민 대교구의 부속 관구인 달랏 교구의 로마 가톨릭 성당이다.베트남 중부 고원 럼동성의 성도인 달랏에 위치해 있다. 일요일마다 다섯 번의 미사가 있다. 이 건물은 1931년 ~ 1932년 프랑스인에 의해 다양한 스타일의 로마네스크 양식으로 가톨릭 교구로 지어졌지만, 내부는 1942년까지 완성되지 않았다. 이 성당은 1917년에 지어진 오래된 교회를 고쳐서 대체할 목적을 지어졌다.
해발 1500m의 산속 마을은 당시 식민지 엘리트들과 베트남인들이 휴식을 취하며 더위를 피해 온 곳이었다. 또한 결핵 환자가 요양소에서 치료를 받기 위해 온 곳이기도 하다. 1935년, 파스퇴르 연구소가 이곳에 문을 열었다. 교회 주변에는 더 이상 사용되지 않는 유럽 공동묘지가 있었다.